# Challenger de Santo Domingo 2024
El torneo RD Open 2024 fue un torneo de tenis perteneció al ATP Challenger Tour 2024 en la categoría Challenger 125. Se trató de la 8ª edición; el torneo ttuvo lugar en la ciudad de Santo Domingo (República Dominicana), desde el 12 hasta el 18 de agosto de 2024 sobre pista de tierra batida (verde) al aire libre.

## Jugadores participantes del cuadro de individuales
| Preclasificado | País                               | Jugador               | Rank1 | Posición en el torneo |
| 1              | Bandera de Argentina               | Federico Coria        | 73    | Primera ronda         |
| 2              | Bandera de Argentina               | Camilo Ugo Carabelli  | 91    | Segunda ronda, retiro |
| 3              | Bandera de Bosnia y Herzegovina    | Damir Džumhur         | 101   | CAMPEÓN               |
| 4              | Bandera de Serbia                  | Laslo Djere           | 108   | Semifinales           |
| 5              | Bandera de China Taipéi            | Tseng Chun-hsin       | 122   | Cuartos de final      |
| 6              | Bandera de Brasil                  | Felipe Meligeni Alves | 143   | Cuartos de final      |
| 7              | Bandera de Bolivia                 | Murkel Dellien        | 170   | Segunda ronda         |
| 8              | Bandera de la República Dominicana | Nick Hardt            | 183   | Primera ronda         |

- 1 Se ha tomado en cuenta el ranking del 5 de agosto de 2024.

### Otros participantes
Los siguientes jugadores recibieron una invitación (wild card), por lo tanto ingresan directamente al cuadro principal (WC):
- Peter Bertran
- Roberto Cid Subervi
- Rodrigo Pacheco Méndez

Los siguientes jugadores ingresan al cuadro principal tras disputar el cuadro clasificatorio (Q):
- Liam Draxl
- Mariano Kestelboim
- Cannon Kingsley
- Christian Langmo
- Kiranpal Pannu
- Ryan Seggerman

## Campeones

### Individual Masculino
- Damir Džumhur derrotó en la final a  Andrés Andrade por 6–4, 6–4

### Dobles Masculino
- Diego Hidalgo /  Miguel Ángel Reyes-Varela derrotaron en la final a  Sriram Balaji /  Fernando Romboli por 6–7(2), 6–4, [18–16]